# Joos de Momper
Joos de Momper den yngre, född 1564 i Antwerpen, död 5 februari 1635 i Antwerpen, var en flamländsk landskapsmålare. Han var son och elev till målaren och konsthandlaren Bartolomeus Momper, och han skrevs redan 1581 i Antwerpens målargille och gjorde därefter sannolikt studieresor i Italien, Tyrolen och Schweiz – det förekommer åtminstone osannolikt, att hans många alplandskap skulle vara blott fantasibilder. Det är emellertid ett stort antal målningar, som gå under Mompers namn, men som de nästan aldrig är signerade, är det särdeles svårt att avgöra, vilka som är hans egenhändiga verk och vilka är hans efterapares. Karakteristiskt för dem alla är en brun förgrund i tavlans ena hälft och en grön i den andra samt en blåtonig däld i bakgrunden. De flesta museer och större privatsamlingar ha att uppvisa prov på Mompers och hans skolas målningar. I Sverige är han bland annat företrädd i Nationalmuseum genom ett betydande Alplandskap.